# Cycas lanepoolei
Cycas lanepoolei là một loài thực vật hạt trần trong họ Cycadaceae. Loài này được C.A.Gardner mô tả khoa học đầu tiên năm 1923.